# Benzoesan denatonium
Benzoesan denatonium – organiczny związek chemiczny, uznany w Księdze Rekordów Guinnessa za najbardziej gorzką ze wszystkich znanych substancji.

## Otrzymywanie
Kation denatonium można otrzymać w reakcji czwartorzędowania lidokainy halogenkami benzylu. Pierwszy raz otrzymano go w 1963 roku w reakcji chlorku benzylu z lidokainą. Reakcja ta wymagała ogrzewania substratów do 110 °C przez 35 godzin, obecnie można ją skrócić do dwóch godzin w 82 °C dzięki użyciu acetonitrylu jako rozpuszczalnika i jodku potasu jako katalizatora. W celu otrzymania benzoesanu powstały chlorek denatonium poddaje się reakcji wymiany anionu z benzoesanem sodu w etanolu lub reakcji z wodorotlenkiem sodu, a powstały wodorotlenek denatonium zobojętnia się kwasem benzoesowym.

## Zastosowanie
Związek ten jest stosowany do skażania toksycznych substancji, których spożycie (szczególnie przez dzieci) może powodować poważne zatrucia. Przykładami takich substancji mogą być: denaturat, metanol i inne alkohole oraz wszelkie płyny stosowane w gospodarstwie domowym, zawierające toksyczne substancje (płyny do mycia naczyń i szyb, odmrażacze zawierające glikole, ciekłe mydła, szampony itp.).
Japońska firma Nintendo za pomocą denatonium zabezpiecza kartridże do swojej konsoli Nintendo Switch przed połknięciem ich przez dzieci.